# Manavadar (stato)
Lo Stato di Manavadar (talvolta indicato come Bantva-Manavadar) fu uno stato principesco del subcontinente indiano, avente per capitale la città di Manavadar.
Entrò nell'Unione Indiana nel 1947.

## Governanti di Manavadar
I governanti di Manavadar avevano il titolo di khan.
- 1733-1760 Mohammad Khan
- 1760-? Mohammad Khan
- ?-? Ghazafar Khan
- ?-1882 Jorawar Khanji
- 1882-1888 Ghazafar Khanji II (1863-1888)
- 1888-1918 Fateh ed-Din Khanji I (1885-1918)
- 1918-1948 Gholam Moïn ed-Din Khanji (1911-2003)